# Tobadill
Tobadill – gmina w Austrii, w kraju związkowym Tyrol, w powiecie Landeck. Według Austriackiego Urzędu Statystycznego liczyła 512 mieszkańców (1 stycznia 2015).